# 花斑布纹螺
花斑布纹螺（学名：Colubraria muricata），是新腹足目布纹螺科布纹螺属的一种。主要分布于印度尼西亚、台湾，常栖息在浅海。